# Abdullah Omar
Abdullah Omar Ismail (1 de janeiro de 1987) é um futebolista profissional bareinita que atua como meia.

## Carreira
Abdullah Omar representou a Seleção Bareinita de Futebol na Copa da Ásia de 2015.